# Naissance en 916
Naissance
- 912
- 913
- 914
- 915
- 916
- 917
- 918
- 919
- 920

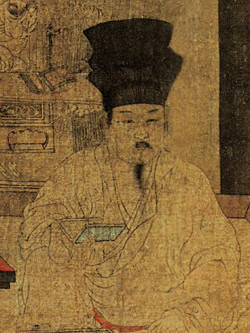
Li Jing né en 916.

Cette page dresse une liste de personnalités nées au cours de  l'année 916 :
- 22 juin : Ali Sayf al-Dawla, ou Ali ibn Abu'l-Hayja 'Abdallah ibn Hamdan ibn al-Harith Sayf al-Dawla al-Taghlibi , fondateur de l'émirat d'Alep.
- Li Jing (en), deuxième roi des Tang du Sud.

date incertaine
- Thierry Ier de Liesgau, seigneur féodal de Saxe.

## Crédit d'auteurs
- Cet article est partiellement ou en totalité issu de l'article intitulé « 916 » (voir la liste des auteurs).